# Johanna Läpple
Johanna Läpple (* 21. Oktober 1904; † 29. Mai 1976) war eine deutsche Psychoanalytikerin.

## Werdegang
Läpple war eine promovierte Schülerin des Psychoanalytikers Wilhelm Bitter. Sie initiierte 1958 den Verein Haus für Neurosekranke e. V., um den Bau eines Krankenhauses für stationäre analytische Psychotherapie in Stuttgart zu realisieren. Zum Baubeginn am 16. Dezember 1964 hielt Johanna Läpple eine Ansprache. Die Psychotherapeutische Klinik Stuttgart-Sonnenberg wurde am 1. Oktober 1967 eröffnet. An ihr wurde später die Forschungsstelle für Psychotherapie Stuttgart etabliert. Diese wechselte Anfang 2005 unter die Trägerschaft des Universitätsklinikums Heidelberg. Johanna Läpple war zusammen mit Helmut Eschenbach federführend bei der Gründung des Stuttgarter Carl-Gustav-Jung-Instituts.

## Schriften (Auswahl)
- Johanna Läpple: Über einen Fall von Platzangst aus religiösen Konflikten. In: W. Bitter (Hrsg.): Angst und Schuld in theologischer und psychotherapeutischer Sicht. Ein Tagungsbericht. Stuttgart 1967, S. 78–81.

## Ehrungen
- 1967: Verdienstkreuz 1. Klasse der Bundesrepublik Deutschland[7]